# آدم جونز (لاعب اتحاد الرغبي)
آدم جونز (بالإنجليزية: Adam Jones)‏ (و. 1981  م) هو لاعب اتحاد الرغبي، من المملكة المتحدة، يلعب كمبعد ‏.

## روابط خارجية
- آدم جونز عل موقع إسبنسكروم (الإنجليزية)
- آدم جونز على موقع ItsRugby.co.uk (الإنجليزية)